# Петер II фон Хевен
Петер II фон Хевен (на немски: Peter II von Hewen; † между 17 май 1409 – 8 август 1414) е рицар, господар на Хевен до Енген (в Хегау в южен Баден-Вюртемберг, Германия) и Хоентринс (в кантон Граубюнден в Швейцария).
Той е син на рицар Хайнрих I фон Хевен († 1388/1389), господар на замък Бург Грисенберг (в Тургау), и съпругата му графиня Клемента фон Тогенбург († 1405), вдовица на Улрих 'Млади' фон Хоенклинген († 1363), дъщеря на граф Дитхелм V фон Тогенбург († 1337) и Аделхайд фон Грисенберг († 1371/1372). Внук е на Петер I фон Хевен († 1371), господар на Енген в Хегау, и съпругата му Кунигунда († сл. 1357). Племенник е на Буркхард фон Хевен († 1398), епископ на Констанц (1387 – 1398).
От 1324 г. графовете на Верденберг-Хайлигенберг са собственици на замък Хоентринс. Когато те измират през 1428 г. замъкът отива на господарите фон Хевен. Замъкът изгаря през нощта на 2/3 юли 1470 г. Родът фон Хевен измира по мъжка линия през 1570 г. с Алберт Арбогаст фон Хевен.

## Фамилия
Петер II фон Хевен се жени за Берта фон Верденберг († сл. 1375), дъщеря на граф Хайнрих IV фон Верденберг-Хайлигенберг-Райнек († 1392/1393) и Анна фон Монфор († 1379). Te имат два сина:
- Ханс II фон Хевен († сл. 1467), сгодява се през 1434 г. и се жени тайно на 2 юни 1436 г. за маркграфиня Агнес фон Баден (* 25 март 1408, † януари 1473, замък Еберщайнбург, Баден-Баден), ослепява в затвор, разведена 1433 г. с граф Герхард VII фон Холщайн (1404 – 1433), дъщеря на маркграф Бернхард I фон Баден (1364 – 1431) и третата му съпруга Анна фон Йотинген (1380 – 1436); нямат деца
- Петер III Фридрих фон Хевен († сл. 1471), фрайхер, господар на Хевен и Хоентринс, женен между 1442 и 1447 г. за Аделхайд фон Еберщайн († 18 юли 1505); имат син и дъщеря